# サイキックラバーのアニソンRADIO
サイキックラバーのアニソンRADIO（サイキックラバーのアニソンレディオ）は、HiBiKi Radio Stationで配信されていたインターネットラジオ番組。

## 番組概要
『Fw:アニカンRADIO』終了後に開始されたサイキックラバーの冠番組である。

## パーソナリティ
- サイキックラバー
  - YOFFY
  - IMAJO

アシスタント
- 杉山茜（第3回 - ）
- 山村響（第1 - 2回）

## 配信日
HiBiKi Radio Station
- 毎週月曜日配信
- 配信期間：2010年4月12日 - 2011年6月27日

## 番組コーナー
ふつおた紹介
普通のお便りコーナー。
ゲスト×ゲスト
ゲストコーナー。
フューチャーアニソン
リスナーのリクエストしたアニソンを紹介するコーナー。
3年V組 YOFFY先生
リスナーからの歌に関する質問、相談にYOFFYが答えるコーナー。
3年G組 IMAJO先生
リスナーからのギターに関する質問、相談にIMAJOが答えるコーナー。
IT'S YOUR ANISONG
リスナーが考えたアニメ・特撮ソングを紹介するコーナー。未放送。

## ゲスト
- 鵜島仁文(2010年4月19日配信分)[1]
- 鷲崎健(2010年6月14日配信分、2010年6月21日配信分)
- mao(2010年7月5日配信分)
- Sister MAYO(2010年7月12日配信分、7月19日配信分)[2]
- HAYATO(2010年7月26日配信分)[3]
- 高取ヒデアキ(2010年8月9日配信分、8月16日配信分)[4]
- motsu(2010年8月23日配信分)[5]
- オザレシア(スーパー戦隊バトル ダイスオー開発チームスタッフ、2011年1月24日配信分)[6]

## 主題歌
オープニング
NO NAME HEROES
エンディング
Beginning of Love